# Boehmeria celtidifolia
Boehmeria celtidifolia là loài thực vật có hoa trong họ Tầm ma. Loài này được Kunth mô tả khoa học đầu tiên năm 1817.